# Artemas Hale
Artemas Hale (* 20. Oktober 1783 in Winchendon, Worcester County, Massachusetts; † 3. August 1882 in Bridgewater, Massachusetts) war ein US-amerikanischer Politiker. Zwischen 1845 und 1849 vertrat er den Bundesstaat Massachusetts im US-Repräsentantenhaus.

## Werdegang
Artemas Hale erhielt nur eine eingeschränkte Schulausbildung. Er arbeitete zunächst auf einer Farm und unterrichtete dann zwischen 1804 und 1814 als Lehrer in Hingham. Später stellte er Maschinen zur Baumwollentkörnung her. Gleichzeitig begann er eine politische Laufbahn. Zwischen 1824 und 1842 war er mehrfach Abgeordneter im Repräsentantenhaus von Massachusetts. In den Jahren 1833 und 1834 saß er auch im Staatssenat. Mitte der 1830er Jahre wurde er Mitglied der damals entstandenen Whig Party. Im Jahr 1853 war er Delegierter auf einer Versammlung zur Überarbeitung der Verfassung von Massachusetts.
Bei den Kongresswahlen des Jahres 1844 wurde Hale im neunten Wahlbezirk von Massachusetts in das US-Repräsentantenhaus in Washington, D.C. gewählt, wo er am 4. März 1845 die Nachfolge von Henry Williams antrat. Nach einer Wiederwahl konnte er bis zum 3. März 1849 zwei Legislaturperioden im Kongress absolvieren. Diese waren von den Ereignissen des Mexikanisch-Amerikanischen Krieges geprägt. Nach dem Ende seiner Zeit im US-Repräsentantenhaus betätigte sich Hale in der Landwirtschaft. Nach der Auflösung der Whigs wurde er Mitglied der im Jahr 1854 gegründeten Republikanischen Partei. Bei den Präsidentschaftswahlen des Jahres 1864 war er einer von deren Wahlmännern, die Präsident Abraham Lincoln offiziell in eine zweite Amtszeit wählten. Danach zog er sich aus der Politik zurück. Artemas Hale starb am 3. August 1882 in Bridgewater.